# 下島温泉
下島温泉（したじまおんせん）は、岐阜県下呂市（旧国飛騨国）にある温泉。

## 泉質
- 炭酸泉
  - 源泉温度15 - 18℃

温泉地には放射能泉も存在する。

## 温泉街
下呂市小坂地域の山間部、小坂川の支流濁河川沿いに温泉地が広がる。
温泉地の近く、濁河川を1kmほど遡ると「巌立」と呼ばれる巨大な安山岩の岩壁がある。御嶽山から流れ出た溶岩流が冷えて固まったもの。滝も存在する巌立周辺の渓谷を「巌立峡」と呼び、下島温泉から森林浴をしながらのハイキングコースとなっている。巌立峡は、飛騨・美濃紅葉三十三選に選定されている。
日帰り入浴施設は一軒、「巌立峡ひめしゃがの湯」が存在する。玄関前には、飲泉場が設置されている。この施設の泉源は従来の下島温泉のものとは異なり、湧出したときは無色透明であるが、すぐに茶褐色に変色する。

## 歴史
開湯は約400年前であるとされる。傷に対する効能が高いとされ、古くは「傷湯」の異名を持ち湯治場であった。
- 1983年（昭和58年）3月28日 - 環境庁告示第27号により、濁河温泉、湯屋温泉とともに、小坂温泉郷の一部として国民保養温泉地に指定。

## アクセス
- 鉄道 : 高山本線飛騨小坂駅よりバスで約15分。